# Hamdan Al-Kamali
Hamdan Al-Kamali (en árabe: حمدان إسماعيل محمد الكمالي‎; Abu Dabi, Emiratos Árabes Unidos; 2 de mayo de 1989) es un futbolista de los Emiratos Árabes Unidos que juega como defensa central en el Shabab Al-Ahli Club de la UAE Pro League.

## Carrera

### Club
| Periodo   | Club                  | Apariciones | Goles |
| --------- | --------------------- | ----------- | ----- |
| 2006–2020 | Al Wahda FC           | 154         | 16    |
| 2011–2012 | → Lyon II (cedido)    | 8           | 1     |
| 2012–2013 | → Lyon (cedido)       | 0           | 0     |
| 2020–     | Shabab Al-Ahli Club   | 27          | 1     |
| 2012–2013 | → Al-Nasr SC (cedido) | 5           | 0     |

### Selección nacional
Jugó para Emiratos Árabes Unidos en 53 ocasiones de 2008 a 2019 y anotó cinco goles; participó en la Copa Mundial de Fútbol Sub-20 de 2009, los Juegos Asiáticos de 2010, los Juegos Olímpicos de Londres 2012 y dos ediciones de la Copa Asiática.

## Logros

### Club
- Pro-League (1): 2009–10

### Selección nacional
- AFC U-19 Championship (1): 2008
- Under 23 Gulf Cup of Nations (1): 2010
- Gulf Cup of Nations (1): 2013

## Estadísticas

### Goles con selección nacional
| No | Fecha      | Sede                                                                 | Rival   | Marcador | Resultado | Torneo                                               |
| -- | ---------- | -------------------------------------------------------------------- | ------- | -------- | --------- | ---------------------------------------------------- |
| 1. | 17-7-2011  | Sheikh Khalifa International Stadium, Al Ain, Emiratos Árabes Unidos | Líbano  | 4–1      | 6–2       | Amistoso                                             |
| 2. | 23-7-2011  | Sheikh Khalifa International Stadium, Al Ain, Emiratos Árabes Unidos | India   | 1–0      | 3–0       | Clasificación para la Copa Mundial de Fútbol de 2014 |
| 3. | 25-8-2011  | Tahnoun bin Mohammed Stadium, Al Ain, Emiratos Árabes Unidos         | Catar   | 1–0      | 3–1       | Amistoso                                             |
| 4. | 16-10-2012 | Zayed Sports City Stadium, Abu Dhabi, Emiratos Árabes Unidos         | Baréin  | 3–2      | 6–2       | Amistoso                                             |
| 5. | 14-11-2012 | Zayed Sports City Stadium, Abu Dhabi, Emiratos Árabes Unidos         | Estonia | 1–0      | 2–1       | Amistoso                                             |